# میدل کلیدون
میدل کلیدون (به انگلیسی: Middle Claydon) یک روستا و محله مدنی در بریتانیا است که در Aylesbury Vale واقع شده‌است. میدل کلیدون ۱۴۶ نفر جمعیت دارد.